# Todo lo que vimos
Todo lo que vimos es una serie minidocumental colombiano realizado por Señal Colombia que relata los mejores programas de la historia de la Televisión en Colombia que emitió en 2014 celebrando los 60 años de la Televisión en este país. Contiene 61 capítulos de 7 minutos cada uno relatando cada tema que tiene que ver con el programa relacionado: telenovela, serie, musical, concurso o reality, infantil, noticiero entre otros, contenían invitados especiales: actores, presentadores, libretistas, directores, críticos y también entrevistaban a los televidentes que sabían mucho de los programas tratados. El título de la serie hace juego con el eslogan que llevaba el canal en ese entonces: "Todo lo que somos".
Este programa ganó el Premio India Catalina en 2015 como Mejor producción de interés público.

## Lista de Cápsulas
Cada cápsula tiene una duración de 6 - 7 minutos, en ella se comenta un tema, con programas de referencia, expertos en la materia (como directores, comentaristas, actores) y gente del común que disfrutó de éstos programas.
- Una señal de humo: Primera transmisión de la televisión colombiana

- En vivo, en vídeo y a color: La televisión del blanco y negro al color

- La comedia inolvidable: Yo y tú

- Una televisión hecha de tablas: El Teleteatro

- El programa más viejo y más importante de la televisión: El Minuto de Dios

- Colombia en bicicleta: Grandes transmisiones de ciclismo

- Una de las dos cosas que más nos gusta hacer en la vida: Grandes transmisiones de fútbol

- La importancia de llamarse JES: Concéntrese, Espectaculares JES y Panorama

- La magia del niño grande: Animalandia

- El papa, la luna y el nobel: La visita del papa Pablo VI, La llegada del hombre a la Luna y Premiación del premio Nobel a Gabriel García Márquez

- La época de las noticias inofensivas: Primeros Noticieros

- Los shows deben continuar: El show de las estrellas y El show de Jimmy

- Juegos y deportes a la colombiana: Juegos Panamericanos de 1971 y Juegos Mundiales de 2013

- Que se vea la campana: Grandes transmisiones de boxeo

- Risas de sábado por la noche: Sábados felices

- La televisión al servicio de la gente: El club de la televisión y El mundo al vuelo

- Historias para un país de monaguillos: Dialogando

- Televisión al natural: Naturalia y Las Aventuras del Profesor Yarumo

- Distintas formas de ser mujer en Colombia: Las señoritas Gutiérrez, Señora Isabel y Sin Tetas No Hay Paraíso

- Principio y fin del periodismo independiente en televisión en Colombia: Enviado Especial y Hecho en Colombia

- García Márquez en televisión: La mala hora y Tiempo de morir

- Comiendo cuento: El cuento del domingo

- Con el sello de Julio Jiménez: La Abuela, Los Cuervos y En cuerpo ajeno

- La belleza y otros demonios: Concurso Nacional de Belleza

- La historia en pantallazos: Revivamos nuestra Historia

- Coronar en televisión: El precio es Correcto y El programa del millón

- La manzana de la concordia: Don Chinche

- La narco novela ¿Expiación, reflexión o apología?: La mala hierba, El cartel de los sapos y Escobar, el patrón del mal

- La televisión comprometida: Yurupari y Rostros y Rastros

- La comedia blanca: Dejémonos de vainas

- La dramedia: Pero sigo siendo El Rey y Gallito Ramírez

- Entrevistas sin control: Al banquillo con Margarita, Charlas con Pacheco y Yo José Gabriel

- Una pantalla para jóvenes pantalleros: Décimo Grado, De pies a cabeza y Francisco el Matemático

- La telenovela regional: San Tropel y Caballo Viejo

- La conquista de la selva: Mi alma se la dejó al diablo y La vorágine

- Plaza y bala en televisión: Amar y vivir y Cuando quiero llorar no lloro (Los Victorinos)

- Pecar, rezar y perder: Los pecados de Inés de Hinojosa

- Periodismo vs farándula y relaciones públicas: Noticieros de Colombia y Noticieros Privados

- El regreso a las raíces: Azúcar y La casa de las dos palmas

- Al paso de Garzón: Zoociedad y Quac el Noticero

- Pantallazos literarios: Palabra Mayor

- La comedia incorrecta: Vuelo secreto

- Suspenso en los 90: La alternativa del Escorpión, La otra mitad del sol, La Mujer del Presidente

- La infantería al ataque: Oki Doki y Franja Metro

- La fábrica nacional de actores: Padres e Hijos

- La novela de exportación: Café, con aroma de mujer

- El show de los iguazos: LA TELE y El siguiente programa

- Gente de plaza y muchachos de barrio, tienda y esquina: Muchachos a lo bien y Banderas en Marte

- El valor de lo distinto: Cosas Secretas y City Capsula

- Una apuesta cultural a la colombiana: La Franja y Diálogos de Nación

- Del sistema mixto a la privatización: Caracol Televisión y RCN Televisión

- La fea más bonita: Yo soy Betty, la fea

- Las Dagonovelas: Pedro el escamoso, Pecados capitales y La saga, negocio de familia

- La telenovela criolla internacionalizada: Pasión de gavilanes y Los Reyes

- El mundo según Pirry y el mundo según Hollman: Especiales Pirry y Contravia

- Un desafío hecho reality: El Desafío

- Televisión es inclusión: La Sub-30 y Culturama

- Reconociéndonos: Los Puros Criollos

- Los biopics a la colombiana: Amor sincero, El Joe, la leyenda y La ronca de oro

- Niños de todas partes unídos: La lleva y Migropolis

- De la perilla al control remoto: Evolución del televisor

## Lista de Especiales
- Los seis programas que nos identificaron: Sábados felices, Cuando quiero llorar no lloro (Los Victorinos), Café, con aroma de mujer, Vuelo secreto, Sin Tetas No Hay Paraíso y Los Puros Criollos.

- Las seis maneras de construir un país: Revivamos nuestra Historia, La vorágine, Yurupari, San Tropel, La Franja y El show de las estrellas.

- Los seis programas más populares: El Teleteatro, Yo y tú, Animalandia, Don Chinche, Yo soy Betty, la fea y El Desafío.

- Los seis programas que debió ver y no vio: Muchachos a lo bien, Culturama, Migropolis, La Sub-30, La lleva y Banderas en Marte.

- Los seis programas más innovadores: La Abuela, Pero sigo siendo El Rey, Quac el Noticero, El siguiente programa, City Capsula y La Mujer del Presidente.

- Las seis grandes transformaciones:  Los Videotape,  Los Exteriores, Televisión a Color, El Control Remoto, Televisión Pública y Privada y Televisión Regional.